# Widespread Panic

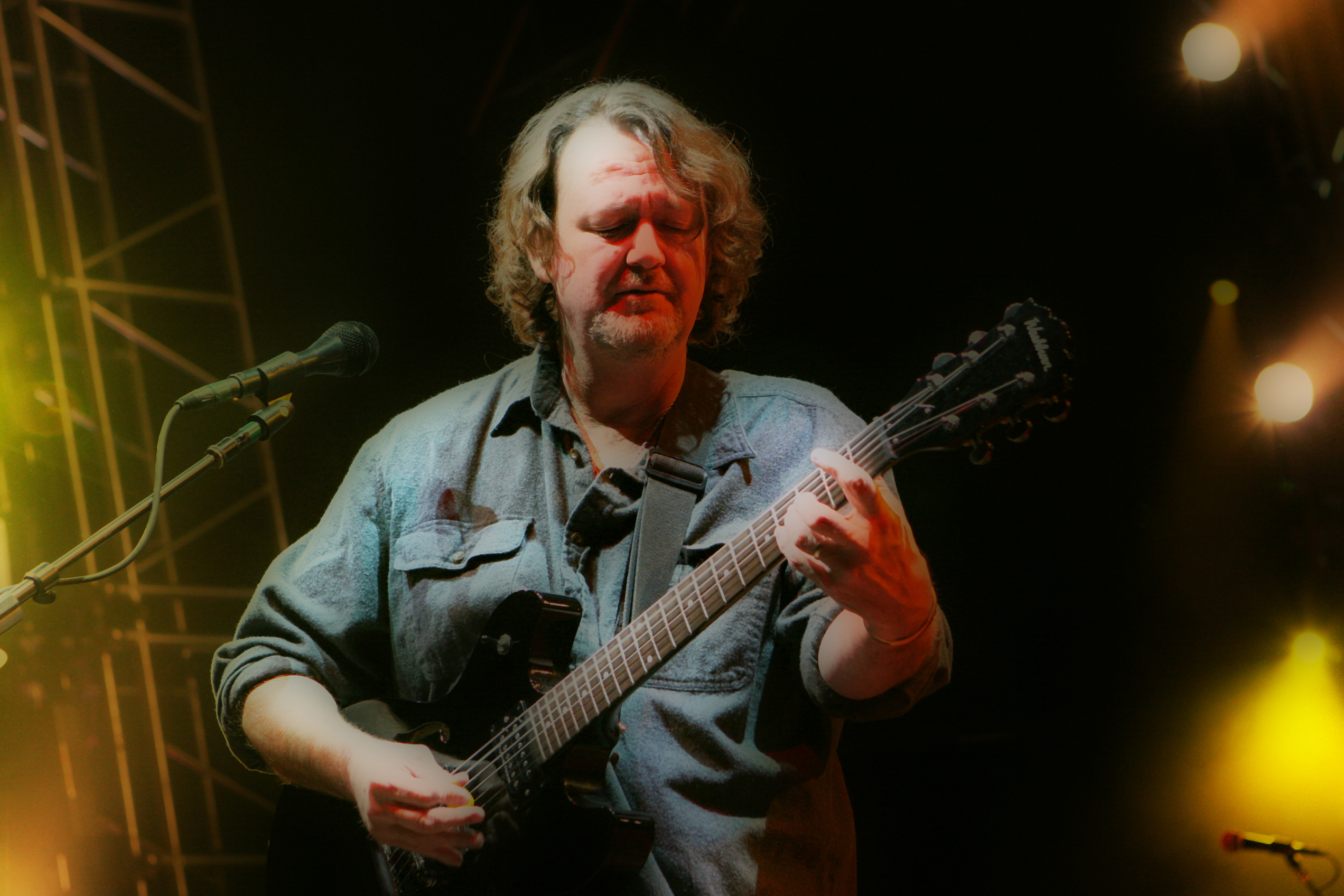
John Bell

Widespread Panic ist eine US-amerikanische Southern-Rock-Band aus Athens, Georgia.

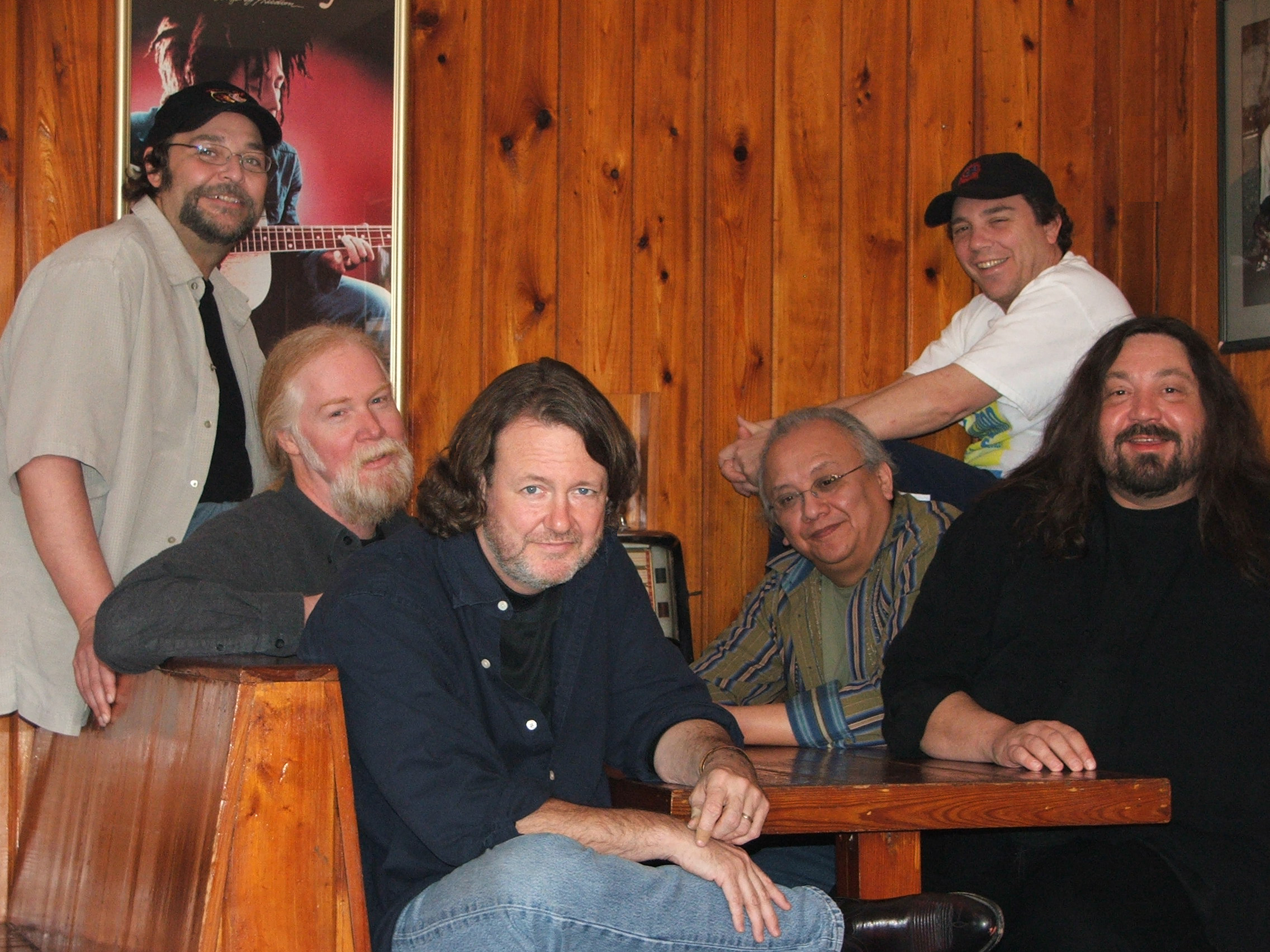
Widespread Panic 2007

## Geschichte
Die Band entstand 1985 aus einer wöchentlichen Jamsession an der University of Georgia und hatte am 24. Februar unter dem Namen Widespread Panic den ersten Auftritt. Gründungsmitglieder waren Sänger und Gitarrist John Bell, Gitarrist Michael Houser, Bassist Dave Schools und Schlagzeuger Todd Nance. Nachdem zunächst vor allem Coversongs von Van Morrison, Grateful Dead und Traffic gespielt wurden, erweiterten schnell eigene Lieder das Repertoire der Band.
Im Februar 1986 erschien mit Sleepy Monkey die erste Single der Band. Ab Oktober desselben Jahres spielte Sonny Ortiz regelmäßig mit der Gruppe, es dauerte jedoch bis 1989, ehe er als offizielles Mitglied aufgenommen wurde. Am 4. Februar 1988 erschien bei Landslide Records das Debütalbum Space Wrangler. Dadurch und durch die folgende Tour wurde eine immer weiter wachsende Fanbasis geschaffen und Widespread Panic wechselte 1991 zum Majorlabel Capricorn Records, wo noch im selben Jahr das Album Widespread Panic erschien.
1993 arbeitete man mit Vic Chesnutt zusammen. Unter dem Namen brute. wurde das Album Nine High a Pallet eingespielt, das allerdings erst 1995 veröffentlicht wurde. 2002 erschien ein zweites Album, das ebenfalls aus dieser temporären Kooperation entstand.
In den späten 1990ern und Anfang der 2000er erreichte die Gruppe ihren Höhepunkt, als man über 250 Konzerte im Jahr spielte und zusammen mit Phish zu den populärsten Bands der Südstaaten zählte. Mehrere Rekorde mit ausverkauften Konzerten wurden aufgestellt. 
Im Juni 2002, zu Beginn der jährlichen Sommertour, hatte die Band einen Rückschlag zu verkraften. Michael Houser musste aus gesundheitlichen Gründen die Tour abbrechen; im August 2002 starb er an Krebs. George McConnell nahm seinen Platz ein.
Nach 18 gemeinsamen Jahren nahm die Band im Jahr 2004 eine Auszeit, begann aber im März 2005 die nächste Tour. Im Herbst 2006 verließ George McConnell die Band wieder und wurde durch Jimmy Herring ersetzt. 2007 bis 2011 tourte und tourt die Band durch die USA. Mit ständig ausverkauften Konzerten, teilweise an drei Tagen hintereinander in derselben Stadt, genießt die Band eine große Popularität. Ende Juli 2011 gaben sie erstmals zwei Konzerte in Japan. 2012 legte die Band eine Tourneepause ein, seit Frühjahr 2013 tourt sie wieder durch die Vereinigten Staaten. Im September 2014 ersetzte Duane Trucks, der Bruder des Gitarristen Derek Trucks, Todd Nance als Drummer zunächst vorläufig, ab Februar 2016 dann endgültig, nachdem Nance noch einmal drei Konzerte mit der Band gespielt hatte.
Widespread Panic hat bislang über drei Millionen Alben verkauft.
Am 25. September 2015 erschien das 13. Studioalbum Street Dogs. 

## Diskografie

### Alben
| Jahr | Titel                    | Höchstplatzierung, Gesamtwochen, AuszeichnungChartsChartplatzierungen (Jahr, Titel, Platzierungen, Wochen, Auszeichnungen, Anmerkungen) | Anmerkungen                                                                                             |
| Jahr | Titel                    | US | Anmerkungen                                                                                             |
| ---- | ------------------------ | --- | --- |
| 1988 | Space Wrangler           | — | Debütalbum bei Landslide Records                                                                        |
| 1991 | Widespread Panic         | — | erstes Album bei Capricorn Records                                                                      |
| 1993 | Everyday                 | US184 (1 Wo.)US | |
| 1994 | Ain’t Life Grand         | US85 (3 Wo.)US | |
| 1997 | Bombs & Butterflies      | US50 (6 Wo.)US | |
| 1998 | Light Fuse, Get Away     | US67 (2 Wo.)US | Livealbum                                                                                               |
| 1999 | ’Til the Medicine Takes  | US68 (4 Wo.)US | |
| 2000 | Another Joyous Occasion  | US161 (1 Wo.)US | Livealbum, erstes Album beim eigenen Label Widespread Records feat. the Dirty Dozen Brass Band          |
| 2001 | Don’t Tell the Band      | US57 (6 Wo.)US | |
| 2002 | Live in the Classic City | US99 (2 Wo.)US | Livealbum, aufgenommen im Classic Center von Georgia, Georgia                                           |
| 2003 | Ball                     | US61 (4 Wo.)US | erstes Album ohne Michael Houser                                                                        |
| 2004 | Night of Joy             | US157 (1 Wo.)US | Livealbum, aufgenommen im House of Blues in Myrtle Beach, South Carolina mit The Dirty Dozen Brass Band |
| 2004 | Über Cobra               | US158 (1 Wo.)US | Livealbum, aufgenommen im House of Blues in Myrtle Beach, South Carolina                                |
| 2004 | Jackassolantern          | US169 (1 Wo.)US | Album mit Coversongs                                                                                    |
| 2006 | Earth to America         | US48 (3 Wo.)US | |
| 2008 | Free Somehow             | US78 (2 Wo.)US | |
| 2010 | Dirty Side Down          | US27 (2 Wo.)US | |
| 2015 | Street Dogs              | US53 (2 Wo.)US | |

Weitere Alben
- Live from the Backyard / Austin, Texas (2003)
- Panic in the Streets – Live Compilation (2003)
- Live at Myrtle Beach (2005)
- Live in the Classic City II (2010)
- Wood (Live-Compilation, Doppel-CD, 2012)

### Videoalben
- 2001: Live at Oak Mountain (US: Gold)[4]